# Xestia pallidago
Xestia pallidago är en fjärilsart som beskrevs av Otto Staudinger 1899. Xestia pallidago ingår i släktet Xestia och familjen nattflyn. Inga underarter finns listade i Catalogue of Life.